# Cleome schimperi
Cleome schimperi är en paradisblomsterväxtart som beskrevs av Pax.. Cleome schimperi ingår i släktet paradisblomstersläktet, och familjen paradisblomsterväxter. Inga underarter finns listade i Catalogue of Life.